# 東西布朗 (英國國會選區)
東西布朗（英語：West Bromwich East），英國國會一自治市選區，包括英格蘭西密德蘭西米德蘭茲郡桑德韋爾都市自治市東北部。
始於1974年，本區一直是工黨的安全選區。2001年任當區議員的湯姆·沃特森在2010年大選中以46.5%選票勝出該區二度連任。